# Ofran
Ofran is een historisch merk van motorfietsen.
Ofran Motorrad AG (1923-1925). 
Dit Duitse merk bouwde slechts één model, voorzien van een luchtgekoelde 425 cc eencilinder tweetaktmotor.